# Benoît Duval
Benoît Duval (1881) è stato un attore francese.
È noto per aver interpretato nel 1895 il ruolo del ragazzino nel filmato L'innaffiatore innaffiato (L'arroseur arrosé), uno dei primi dei fratelli Lumière. Con questa parte a 14 anni diventa in assoluto il primo attore bambino della storia del cinema, non il primo bambino a comparire in un filmato, ma il primo al quale sia stato chiesto di interpretare un'azione di fronte alla macchina da presa secondo un copione prestabilito.

## Biografia
Fin dai primissimi cortometraggi realizzati da Auguste e Louis Lumière si possono vedere immagini della figlia di Auguste Andrée Lumière e della figlia di Louis Suzanne Lumière e dei loro nipoti Marcel e Madeleine Koehler (e di figli di amici e dipendenti). Il primato di essere il primo attore bambino spetta però a Benoît Duval, chiamato non semplicemente ad essere ripreso in scene di vita quotidiana ma ad interpretare una storia davanti alla macchina da presa, secondo un copione prestabilito, nel filmato L'innaffiatore innaffiato (L'arroseur arrosé, 1895) dei fratelli Lumière.
Al momento di girare la sua prima e unica pellicola nel 1895, Benoît Duval aveva 14 anni e lavorava come apprendista in una fabbrica dei fratelli Lumière a Lione. Anche l'altro interprete della pellicola, il giardiniere François Clerc, era un dipendente dei Lumière.
Duval offre il prototipo del ragazzino birichino e dispettoso che tanto successo avrà poi nella storia del cinema. Con il piede interrompe il flusso dell'acqua al giardiniere che sta innaffiando i fiori, onde poi rilasciare la pressione quando il giardiniere volta verso di sé il tubo per capire cosa sia successo. L'innaffiatore è innaffiato e il ragazzino se la ride, divertito dal successo del suo scherzo. Della storia esistono versioni con finale diverso: nella prima il ragazzino viene rincorso e sculacciato dal giardiniere, in un'altra il giardiniere gli molla un calcione e lo innaffia a sua volta. 
Duval non compare in nessun'altra pellicola e della sua biografia non sono noti ulteriori particolari. Solo con i fratelli Alan e Colin Williamson e i fratelli Harold e Dorothy Smith l'impegno di recitare storie a soggetto diventerà continuativo.

## Filmografia

### Attore
- L'innaffiatore innaffiato, regia di Louis Lumière (1895)

### Filmati d'archivio (documentario)
- Cinema Europa: L'altra Hollywood, Where It All Began, 1 ottobre 1995